# Jon Toral
Jon Miquel Toral Harper (Reus, España, 5 de febrero de 1995), conocido como Jon Toral, es un futbolista anglo-español que juega como centrocampista en el Mumbai City F. C. de la Superliga de India.

## Trayectoria
Se caracteriza por su polivalencia, su físico y su depurada técnica. Tiene dos nacionalidades, británica, porque su madre es de Inglaterra, y española porque nació en España. Toral llegó al F. C. Barcelona en 2004, cuando era infantil, procedente del U. E. Barri Santes Creus, de Reus. El 22 de febrero de 2011 se concretó la contratación de Toral por el Arsenal F. C. a partir de la temporada 2011-12.
En la temporada 2014-15 fue cedido al Brentford F. C., equipo que militaba en la segunda división de Inglaterra, marcando 6 goles en 34 partidos. Al acabar la cesión, regresó a los ‘gunners’, pero en la temporada 2015-16, volvió a ser cedido, en esta ocasión al Birmingham City F. C. marcando 8 goles en 36 partidos.
En julio de 2016 abandonó provisionalmente el Arsenal para incorporarse a préstamo al Granada C. F. El siguiente mes de enero, tras disfrutar de pocos minutos, llegó cedido al Rangers F. C. hasta final de temporada.
El 24 de agosto de 2017 fichó por el Hull City A. F. C. para las siguientes tres temporadas, abandonando el club en julio de 2020 tras expirar su contrato.
El 25 de agosto de 2020 regresó al Birmingham City F. C. firmando por un año con opción a otro. No se ejerció la opción de extender el contrato una temporada más y puso fin a su segunda etapa en el club en junio de 2021. Al mes siguiente se comprometió con el O. F. I. Creta.
En julio de 2024 se marchó a la India para jugar en el Mumbai City F. C. las siguientes dos temporadas.

## Clubes
| Club                           | País       | Año       |
| ------------------------------ | ---------- | --------- |
| Arsenal F. C.                  | Inglaterra | 2014-2017 |
| Brentford F. C. (cedido)       | Inglaterra | 2014-2015 |
| Birmingham City F. C. (cedido) | Inglaterra | 2015-2016 |
| Granada C. F. (cedido)         | España     | 2016      |
| Rangers F. C. (cedido)         | Escocia    | 2017      |
| Hull City A. F. C.             | Inglaterra | 2017-2020 |
| Birmingham City F. C.          | Inglaterra | 2020-2021 |
| O. F. I. Creta                 | Grecia     | 2021-2024 |
| Mumbai City F. C.              | India      | 2024-     |